# بیلی کرینسون
بیلی کرینسون (انگلیسی: Billy Crinson; ۲۶ ژوئیهٔ ۱۸۸۳ – ۳۱ ژانویهٔ ۱۹۵۱) بازیکن فوتبال بود.
از باشگاه‌هایی که در آن بازی کرده‌است می‌توان به باشگاه فوتبال برایتون اند هوو آلبیون اشاره کرد.